# Гуштери
Гуштери (лат. Lacertilia) су најчешћи рецентни гмизавци на свету из реда љускаша (лат. Squamata). Имају два пара добро развијених удова и реп који је увек дужи од остатка тела. Удови имају по пет прстију са канџама. Код неких су удови у различитом степену редуковани и постоје остаци раменог и карличног појаса (по томе се разликују од змија). Између трупа и репа налази се попречно постављен отвор клоаке. Космополити су са великом адаптивном радијацијом и највећом бројношћу у тропским и суптропским пределима.

## Карактеристике
- На предњем делу тела гуштера је пљосната шиљаста глава која је широким вратом подељена од трупа. На глави су велике очи с покретљивим очним капцима. Дужина гуштера се креће између дванаест и шездесет сантиметара. Труп се завршава дугачким репом који гуштери у опасности могу откинути и тако побећи од непријатеља.[1] То се назива аутотомија (самоосакаћивање). После извесног времена реп поново израсте у истој дужини.[2] Ипак, између новог и старог репа постоји разлика. Док је стари реп био коштан, нови је састављен од хрскавице.[3] Креће се помоћу два пара кратких ногу на којима има пет прстију. Тело се не наслања на ноге, јер се оне налазе по страни. Стога код кретања стомаком дотичу земљу па кажемо да гмижу. Кожа гуштера је сува, без жлезда, покривена рожнатим љускама које спречавају губитак воде из тела. Ово „одело“ гуштеру ограничава раст па се морају пресвлачити. Животиња се ослобађа старе кошуљице трљајући тело о камење, корење и стабљике биља. Код здравих гуштера сето пресвлачење кошуљице заврши за два дана, а код слабијих за осам и више дана.[3]
- Кретање гуштеру омогућује снажан костур и добро развијени мишићи. Гмизавци имају исте делове костура као и водоземци. Гмизавци имају ребра од којих је првих пет пари спојено с грудном кости.
- Ваздух улази кроз дисајне путеве у гркљан, затим у душник који се грана у две душнице. Оне доводе ваздух у плућа која имају већу површину од жабљих.
- На леђној страни тела су два бубрега која излучују мокраћу у чврстом облику. Имају и мокраћни мехур.
- Храна улази кроз уста у којима се налазе зуби које могу мењати целог живота. Ту је много жлезда и танак, дугачак рашљасти језик помоћу којег осећају мирис. Хране се углавном инсектима, али поједине врсте су и биљоједи.[1]
- Срце гмизаваца је троделно. Грађено је од 2 преткоморе и 1 коморе која је делимично преграђена. У комори се због тога делимично мешају артеријска и венска крв.
- Температура је променљива. У његовој крви се налази мала количина кисеоника. Томе је узрок релативно мала површина плућа, мали број црвених крвних зрнаца и мало срце с обзиром на величину тела и његови спори откуцаји. Недостатак кисеоника доводи до тога да не може у довољној мери да подигне температуру тела. Због тога мора да се излаже сунцу како би споља добио ону топлоту која му је потребна за кретање и живот.[3]

## Станиште
Гуштери су веома распрострањени по Европи, Азији и Африци. Живот највише проводе у вртовима, повртњацима и пољима, али за станиште бирају сунчане брежуљке, старе зидине, гомиле камења, стабла итд. Веома су привржени крају у ком су се излегли и из њега ће се иселити само ако у њему више не могу да задовоље своје потребе. Топло време проводе на отвореном, да би што више били на сунцу и ради лова. Ујутру су лењи, спори, троми, крајње плашљиви. У подне, чим су се накупили топлоте постају веома живахни и одважни. Почетком октобра се повлаче у своја зимска скровишта где падају у зимски сан. Старији се гуштери повлаче пре млађих, а мужјаци пре женки. За време зимског сна су непомични, укочени, као мртви, затворених очију и отворених уста. Чим се угреју, сместа оживе и стичу своју уобичајену живахност. Гуштери који живе под благим поднебљем спавају зимским сном само неколико недеља. Понекад се буде да се нахране, па зато расту и за време свог дугог сна.

## Размножавање
Сезона парења одређена је температуром и периодом промене светла (дана и ноћи), па ако је омогућена правилна клима и исхрана, до парења долази у пролеће. Женке захтевају појачану исхрану, посебно расту захтеви за калцијумом и фосфором, па се стандардна доза витамина и минерала удвостручује.
Женка снесе јаја и пролеће, и то увек ноћу. Јаја су мало дугуљаста и величине зрна пасуља и беличасте боје. Љуска им је мекана и тако еластична да ће се јаја, бачена на тло, одбити као гумена лоптица. Снесе од три до осам јаја у песку, у јамици дубокој петнаестак сантиметара коју је ископала на сунчаном месту Да би се заметак развио, јајету је потребна топлота. Већина јаја инкубира се на температури од 28 °C са малим варијацијама у температури. Сама инкубација траје од 38-90, дана зависно од врсте.
Гуштерчићи се излежу тако што кидају љуску једним зубом из горње вилице, који им отпадне убрзо пошто су се излегли. Како се за њих нико не брине, млади гуштери морају себи сами да набављају храну и да се бране од многобројних непријатеља. Потпуно одрасте тек за четири или пет година.
Живи око десет година.

## Класификација

### Врсте гуштера
Гуштера има много врста, а ово су најважније:
- Окати зелембаћ - То је највећи и најелегантнији европски гуштер. Дугачак је шездесетак сантиметара а и више, а кожа му је дивних, живих боја. Живи у свим подручјима где се узгаја маслина (Шпанија, Италија, Тунис, Алжир ). Дешава се да окати зелембаћ порасте и до деведесет сантиметара.
- Обични зелембаћ (Lacerta viridis) - Разликује се од обичних гуштера својим елегантним изгледом, бљештавим бојама и живахним темпераментом. Дугачак је и преко 50 сантиметара, од којих 26 отпада на реп. Живи код нас, у Шпанији, Италији, Средњој Европи, Дунавском базену и Малој Азији.
- Сива гуштерица (Lacerta agilis)- Дугачка је око 24 сантиметра. Боја јој је прилагођена подручјима у којима живи; може бити сива, смеђа, црнкаста или маслинастозелена. Та се гуштерица необично вешто пење и јури по зидовима, у чијим пукотинама има своје склониште.
- Афричка гуштерица - То је чудна гуштерица која живи у северној Африци. Има бодљикав реп у облику вадичепа. Када се повуче у склониште, репом зачепи отвор да би спречила улазак уљезима. За разлику од осталих гуштера, она је биљојед, храни се само травама и семеном.[3]

## Занимљивости
- Када се добро угреје, гуштер јури муњевитом брзином, тако хитро да змијолико кретање његовог тела измиче чак и оку најпажљивијег посматрача. Ако га унесемо у собу у којој је температура највише двадесет степени, брзо ће изгубити своју живахност.
- Има чудну нарав, лако се разбесни, али се брзо и смири.
- Воли да слуша музику, ако неко звижди неку мелодију, гуштер ће стати и напрегнутим очицама оштро посматрати оног ко звижди. Неки одгајивачи уче гуштере да изађу између стена на одређен звук произведен уснама или на ударање у неку канту.
- Иако врло ретко, могу се видети и гуштери са два или више репа. До тог необичног развоја долази на тај начин што се гуштеру реп сломи, али се не откине, па из оне ране израсте нов реп.
- Гуштери пливају одлично, али само на "кратке стазе", јер нису довољно отпорни.[3]

## Однос гуштера и човека
Гуштер је веома корисна животиња јер уништава многе инсекте штетне по пољопривреду, и зато га човек цени. Само се крупни гуштери лове због коже која се користи у индустрији обуће и кожне галантерије.
Гуштер се може прилагодити животу са човеком и припитомити у року од двадесетак дана. У почетку плашљиво бежи, али се временом навикава на човека, узима храну из руке и допушта да га помази.